# Trypophloeus binodulus
Trypophloeus binodulus is een snuitkever die voorkomt op populier (Populus) en wilg (Salix). Larven en imago's komen voor in de bast van stervende takken of hoog on de kruin van de nog levende bomen.